# Amplasamentul fosilifer de lângă satul Moscovei
Amplasamentul fosilifer de lângă satul Moscovei este un monument al naturii de tip geologic sau paleontologic în raionul Cahul, Republica Moldova. Este amplasat între satele Moscovei (raionul Cahul) și Dermengi (raionul Taraclia), pe povârnișul drept al văii râului Salcia Mare (ocolul silvic Moscovei, parcela 52G, 53B; 2, 3). Are o suprafață de 10 ha, sau 18,49 ha conform unor aprecieri mai recente. Obiectul este administrat de Întreprinderea pentru Silvicultură „Silva-Sud” Cahul.

## Descriere
În amplasament sunt depozite aluviale pliocene de Carbalia, cu resturi scheletice ale unor vietăți caracteristice Complexului faunistic Moldovian, printre care iepurele Alilepus lascarevi, ohotonele Ochotona antiqua și Prochotona gigas, orbetele Nannospalax macoveii, șoarecele Pliomys kowalski, veverița-zburătoare Pliopentaurista moldaviensis, hiena Hyaenna borissiaki (schelet aproape integru), mastodontul Anancus arvernensis (maxilar inferior cu măsele), mistrețul-de-baltă Propotamochoerus provincialis, tapirul Tapirus cf. arvernensis (foarte rar în pliocenul din Europa), cămila Paracamelus alexejevi, cerbii de talie mijlocie Procapreolus cusanus și Praedama pardinensis, antilopele de tip african Gazellopsira torticornis și Gazela sp. etc. Animalele enumerate sunt caracteristice și teriofaunei de Russilion din Europa de Vest.

## Statut de protecție
Obiectivul a fost luat sub protecția statului prin Hotărîrea Sovietului de Miniștri al RSSM din 8 ianuarie 1975 nr. 5, iar statutul de protecție a fost reconfirmat de Legea nr. 1538 din 25 februarie 1998 privind fondul ariilor naturale protejate de stat. Deținătorul funciar al monumentului natural era, la momentul publicării Legii din 1998, Gospodăria Silvică de Stat raionul Taraclia. Între timp, acesta a trecut în gestiunea Întreprinderii pentru Silvicultură „Silva-Sud” Cahul.
Amplasamentul este un etalon pentru Complexul faunistic Moldovian din Europa de Est. Osemintele descoperite au valoare instructivă și cognitivă.
Conform situației din anul 2016, nu este instalat niciun panou informativ în preajma ariei protejate, iar hotarele acesteia nu sunt demarcate în niciun fel.